# 吉田ひろゆき
吉田 ひろゆき（よしだ ひろゆき）は、日本の漫画家。千葉県市川市出身。男性。
20歳でデビュー。
代表作は『週刊ヤングジャンプ』（集英社）に連載され、映画化もされた「Y氏の隣人」。銀行で勤務していた経験を持つ。
人々のエゴをテーマにした物語を描く。
漫画家・野部利雄さんの現場に２回ほどお手伝いに行く。２６歳で銀行を退職し、漫画家に。

## 作品リスト
- Y氏の隣人（週刊ヤングジャンプ、全19巻、文庫版（傑作選）全8巻）
- Y氏の隣人R（オースーパージャンプ、全1巻）
- Y氏の迷宮（週刊コミックバンチ、未単行本化）
- 異次元商人（週刊ヤングジャンプ、全1巻）
- 幸福ノ学習社（増刊ヤングジャンプ漫革、全1巻）
- だるま心療譚（スーパージャンプ、全1巻）
- 黒草子（コミック・ガンボ、全1巻）